# Olympische Sommerspiele 1964/Leichtathletik – 100 m (Frauen)

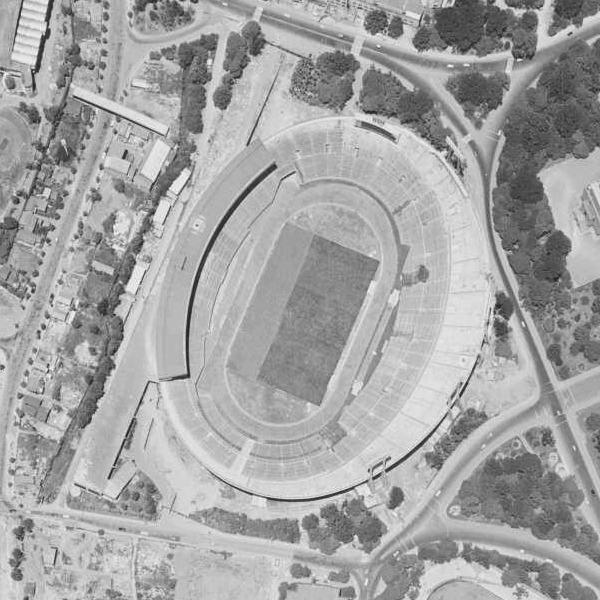
Luftaufnahme des Olympiastadions im Jahr 1963

Der 100-Meter-Lauf der Frauen bei den Olympischen Spielen 1964 in Tokio wurde am 15. und 16. Oktober 1964 im Olympiastadion Tokio ausgetragen. 44 Athletinnen nahmen teil.
Olympiasiegerin wurde die  US-Amerikanerin Wyomia Tyus vor ihrer Landsfrau Edith McGuire. Bronze ging an die Polin Ewa Kłobukowska.
Drei Deutsche und eine Österreicherin gingen an den Start, Athletinnen aus der Schweiz und Liechtenstein nahmen nicht teil. Erika Pollmann wurde im dritten Vorlauf disqualifiziert. Renate Meyer und Heilwig Jacob erreichten wie auch die Österreicherin Inge Aigner das Viertelfinale, schieden dort jedoch in ihren Läufen aus.

## Rekorde

### Bestehende Rekorde
| Weltrekord         | 11,2 s | Wilma Rudolph ( USA) | Stuttgart, BR Deutschland (heute Deutschland) | 19. Juli 1961     |
| Olympischer Rekord | 11,3 s | Wilma Rudolph ( USA) | Halbfinale OS Rom, Italien                    | 2. September 1960 |

### Rekordegalisierung / -verbesserung
Die spätere Olympiasiegerin Wyomia Tyus, USA, verbesserte den bestehenden olympischen Rekord im ersten Viertelfinale am 15. Oktober bei einem Rückenwind von 0,22 m/s um eine Zehntelsekunde auf 11,2 s. Damit egalisierte sie gleichzeitig den bestehenden Weltrekord.
Das Finale fand bei einem Gegenwind von 1,25 m/s statt, sodass es kaum möglich war, Topzeiten zu laufen. Wyomia Tyus gewann dieses Rennen in 11,4 s.

## Intersexualität bei Frauenwettbewerben
In diesem Wettbewerb stellte sich für eine Teilnehmerin, die Polin Ewa Kłobukowska, Olympiadritte über 100 Meter und Olympiasiegerin mit der 4-mal-100-Meter-Staffel später die Frage nach dem Geschlechtsstatus.
Ewa Kłobukowska wurde nach einer Kontrolle im Jahr 1967 als intersexuell eingestuft und durfte nicht mehr an Frauenwettbewerben teilnehmen Ihre hier in Tokio gewonnenen Medaillen wurden ihr allerdings nicht aberkannt. Der mit der polnischen Sprintstaffel erzielte Weltrekord dagegen wurde für ungültig erklärt und der zweitplatzierten Staffel der Vereinigten Staaten zuerkannt.

## Durchführung des Wettbewerbs
44 Athletinnen traten am 15. Oktober zu insgesamt sechs Vorläufen an. Die jeweils besten fünf Starterinnen – hellblau unterlegt – qualifizierten sich für das Viertelfinale am selben Tag. Hieraus erreichten die jeweils besten vier Läuferinnen – wiederum hellblau unterlegt – die nächste Runde, das Halbfinale, das wie das Finale am 16. Oktober stattfand. Die jeweils besten vier Sprinterinnen aus den Semifinalrennen – hellblau unterlegt – qualifizierten sich für das Finale.

## Zeitplan
15. Oktober, 10:00 Uhr: Vorläufe

15. Oktober, 14:30 Uhr: Viertelfinale

16. Oktober, 14:00 Uhr: Halbfinale

16. Oktober, 16:20 Uhr: Finale
Anmerkung: Alle Zeiten sind in Ortszeit Tokio (UTC + 9) angegeben.

## Vorläufe
Datum: 15. Oktober 1964, ab 10:00 Uhr
Wetterbedingungen: heiter, 20–21 °C, Luftfeuchtigkeit ca. 60 %

### Vorlauf 1
Wind: +2,01 m/s
| Platz | Name            | Nation         | Offizielle Zeit handgestoppt | Inoffizielle Zeit elektronisch |
| ----- | --------------- | -------------- | ---------------------------- | ------------------------------ |
| 1     | Marilyn White   | USA            | 11,4 s                       | 11,50 s                        |
| 2     | Daphne Arden    | Großbritannien | 11,5 s                       | 11,55 s                        |
| 3     | Renāte Lāce     | Sowjetunion    | 11,6 s                       | 11,70 s                        |
| 4     | Dianne Bowering | Australien     | 11,8 s                       | 11,83 s                        |
| 5     | Rose Hart       | Ghana          | 11,9 s                       | 11,98 s                        |
| 6     | Erzsébet Bartos | Ungarn         | 11,9 s                       | 12,01 s                        |
| 7     | Mona Sulaiman   | Philippinen    | 12,0 s                       | 12,01 s                        |
| DNS   | Jean Mitchell   | Panama         |                              |                                |

### Vorlauf 2
Wind: +1,29 m/s
Simin Safamehr war die erste Frau aus dem Iran, die an Olympischen Spielen teilnahm.
| Platz | Name             | Nation      | Offizielle Zeit handgestoppt | Inoffizielle Zeit elektronisch |
| ----- | ---------------- | ----------- | ---------------------------- | ------------------------------ |
| 1     | Edith McGuire    | USA         | 11,4 s                       | 11,47 s                        |
| 2     | Barbara Sobotta  | Polen       | 11,8 s                       | 11,89 s                        |
| 3     | Christiane Cadic | Frankreich  | 12,0 s                       | 12,00 s                        |
| 4     | Renate Meyer     | Deutschland | 12,0 s                       | 12,01 s                        |
| 5     | Inge Aigner      | Österreich  | 12,0 s                       | 12,05 s                        |
| 6     | Marcela Daniel   | Panama      | 12,6 s                       | 12,60 s                        |
| 7     | Simin Safamehr   | Iran        | 13,2 s                       | k. A.                          |

### Vorlauf 3
Wind: −0,73 m/s
Im Offiziellen Bericht ist keine Siegeszeit für Ewa Kłobukowska aufgelistet. Die Datenbank SportsReference gibt hingegen sowohl die hier benannte handgestoppte sowie elektronisch gemessene Zeit an. Die offizielle handgestoppte Zeit wird identisch in der u.g. Literatur von Ekkehard zur Megede aufgeführt.
| Platz | Name                  | Nation      | Offizielle Zeit handgestoppt | Inoffizielle Zeit elektronisch |
| ----- | --------------------- | ----------- | ---------------------------- | ------------------------------ |
| 1     | Ewa Kłobukowska       | Polen       | 11,4 s                       | 11,45 s                        |
| 2     | Margit Nemesházi      | Ungarn      | 11,7 s                       | 11,73 s                        |
| 3     | Danielle Guéneau      | Frankreich  | 12,0 s                       | 12,02 s                        |
| 4     | Avis McIntosh         | Neuseeland  | 12,0 s                       | 12,06 s                        |
| 5     | Ulla-Britt Wieslander | Schweden    | 12,0 s                       | 12,10 s                        |
| 6     | Louise Sydranski      | Israel      | 10,7 s                       | 12,16 s                        |
| DSQ   | Erika Pollmann        | Deutschland |                              |                                |

### Vorlauf 4

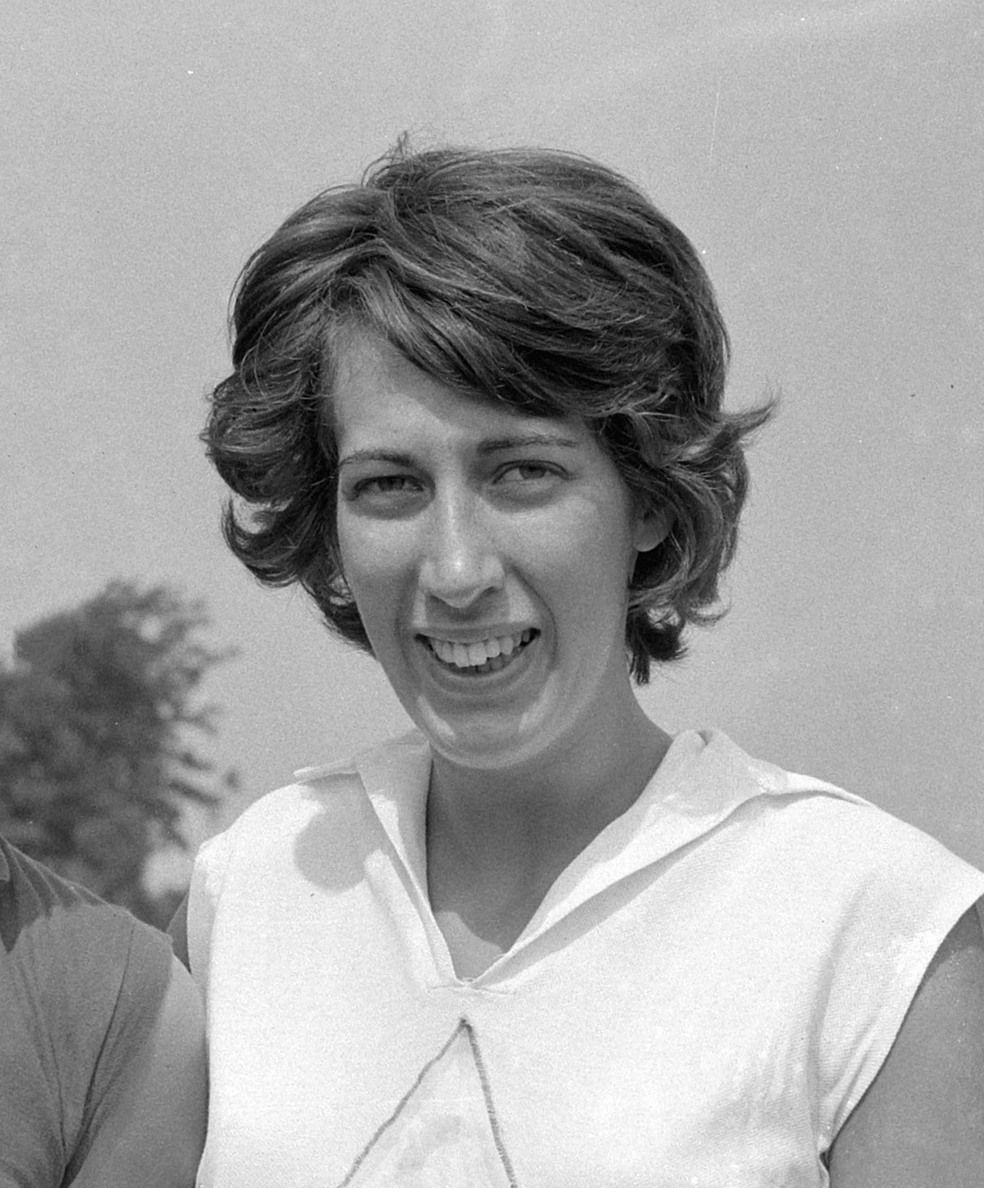
Joke Bijleveld – ausgeschieden als Sechste des vierten Vorlaufs

Wind: +0,43 m/s
| Platz | Name            | Nation         | Offizielle Zeit handgestoppt | Inoffizielle Zeit elektronisch |
| ----- | --------------- | -------------- | ---------------------------- | ------------------------------ |
| 1     | Dorothy Hyman   | Großbritannien | 11,6 s                       | 11,64 s                        |
| 2     | Doreen Porter   | Neuseeland     | 11,7 s                       | 11,77 s                        |
| 3     | Galina Popowa   | Sowjetunion    | 11,8 s                       | 11,82 s                        |
| 4     | Clarice Ahanotu | Nigeria        | 11,9 s                       | 11,95 s                        |
| 5     | Irene Muyanga   | Uganda         | 12,0 s                       | 12,05 s                        |
| 6     | Joke Bijleveld  | Niederlande    | 12,3 s                       | 12,35 s                        |
| 7     | Delceita Oakley | Panama         | 12,3 s                       | 12,38 s                        |

### Vorlauf 5
Wind: +3,26 m/s
| Platz | Name               | Nation     | Offizielle Zeit handgestoppt | Inoffizielle Zeit elektronisch |
| ----- | ------------------ | ---------- | ---------------------------- | ------------------------------ |
| 1     | Wyomia Tyus        | USA        | 11,3 s                       | 11,35 s                        |
| 2     | Halina Herrmann    | Polen      | 11,5 s                       | 11,56 s                        |
| 3     | Irene Piotrowski   | Kanada     | 11,5 s                       | 11,59 s                        |
| 4     | Margaret Burvill   | Australien | 11,6 s                       | 11,68 s                        |
| 5     | Carmen Smith       | Jamaika    | 11,7 s                       | 11,79 s                        |
| 6     | Esperanza Girón    | Mexiko     | 12,2 s                       | 12,21 s                        |
| 7     | Kusolwan Sorut     | Thailand   | 12,6 s                       | k. A.                          |
| 8     | Christiana Boateng | Ghana      | 12,9 s                       | k. A.                          |

### Vorlauf 6
Wind: +0,90 m/s
| Platz | Name             | Nation           | Offizielle Zeit handgestoppt | Inoffizielle Zeit elektronisch |
| ----- | ---------------- | ---------------- | ---------------------------- | ------------------------------ |
| 1     | Marilyn Black    | Australien       | 11,5 s                       | 11,58 s                        |
| 2     | Miguelina Cobián | Kuba             | 11,6 s                       | 11,67 s                        |
| 3     | Eva Lehocká      | Tschechoslowakei | 11,8 s                       | 11,89 s                        |
| 4     | Galina Gaida     | Sowjetunion      | 11,9 s                       | 11,94 s                        |
| 5     | Heilwig Jacob    | Deutschland      | 11,9 s                       | 11,96 s                        |
| 6     | Madeleine Cobb   | Großbritannien   | 12,0 s                       | 12,01 s                        |
| 7     | Maria Formeiro   | Argentinien      | 12,2 s                       | 12,20 s                        |
| 8     | Song Yang-ja     | Südkorea         | 12,7 s                       | k. A.                          |

## Viertelfinale
Datum: 15. Oktober 1964, ab 14:30 Uhr
Wetterbedingungen: heiter, ca. 23 °C, Luftfeuchtigkeit ca. 42 %

### Lauf 1

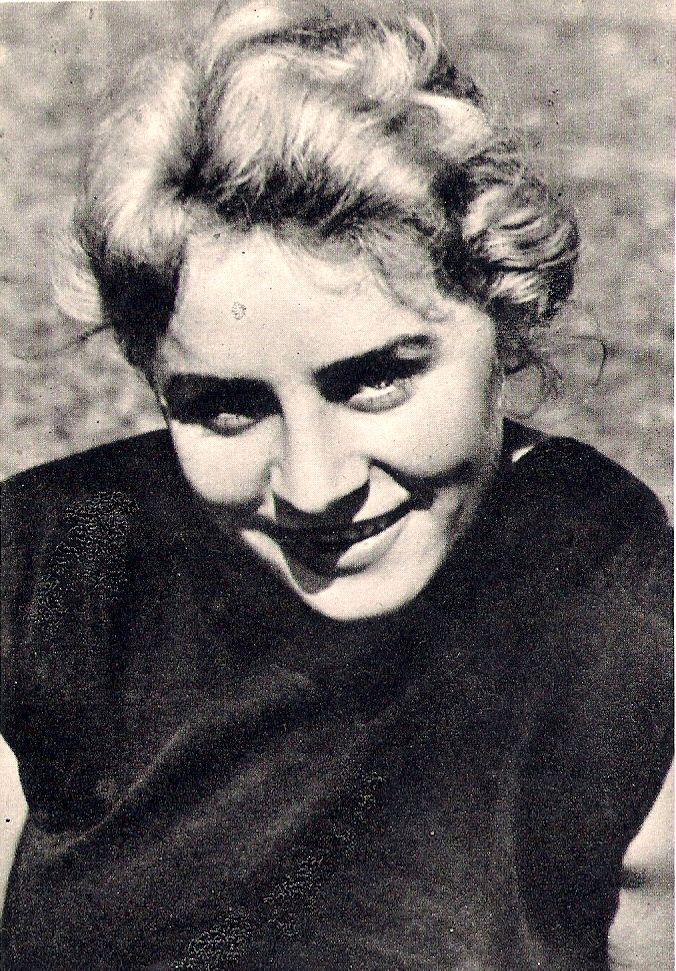
Barbara Sobotta – ausgeschieden als Fünfte des ersten Viertelfinals
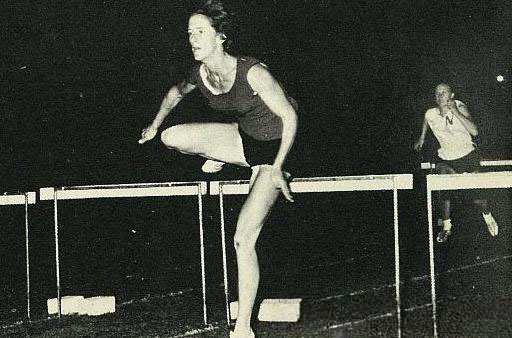
Avis McIntosh – ausgeschieden als Sechste des ersten Viertelfinals

Wind: +0,22 m/s
| Platz | Name             | Nation         | Offizielle Zeit handgestoppt | Inoffizielle Zeit elektronisch |
| ----- | ---------------- | -------------- | ---------------------------- | ------------------------------ |
| 1     | Wyomia Tyus      | USA            | 11,2 s WRe/OR                | 11,23 s                        |
| 2     | Dorothy Hyman    | Großbritannien | 11,5 s                       | 11,54 s                        |
| 3     | Galina Popowa    | Sowjetunion    | 11,5 s                       | 11,54 s                        |
| 4     | Irene Piotrowski | Kanada         | 11,6 s                       | 11,63 s                        |
| 5     | Barbara Sobotta  | Polen          | 11,8 s                       | 11,84 s                        |
| 6     | Avis McIntosh    | Neuseeland     | 12,0 s                       | 12,06 s                        |
| 7     | Irene Muyanga    | Uganda         | 12,2 s                       | 12,24 s                        |

### Lauf 2
Wind: +1,15 m/s
| Platz | Name                  | Nation      | Offizielle Zeit handgestoppt | Inoffizielle Zeit elektronisch |
| ----- | --------------------- | ----------- | ---------------------------- | ------------------------------ |
| 1     | Marilyn Black         | Australien  | 11,4 s                       | k. A.                          |
| 2     | Marilyn White         | USA         | 11,5 s                       | k. A.                          |
| 3     | Renāte Lāce           | Sowjetunion | 11,6 s                       | k. A.                          |
| 4     | Carmen Smith          | Jamaika     | 11,7 s                       | k. A.                          |
| 5     | Heilwig Jacob         | Deutschland | 11,7 s                       | k. A.                          |
| 6     | Danielle Guéneau      | Frankreich  | 11,8 s                       | k. A.                          |
| 7     | Clarice Ahanotu       | Nigeria     | 11,8 s                       | k. A.                          |
| 8     | Ulla-Britt Wieslander | Schweden    | 11,9 s                       | k. A.                          |

### Lauf 3
Wind: +3,66 m/s
| Platz | Name             | Nation      | Offizielle Zeit handgestoppt | Inoffizielle Zeit elektronisch |
| ----- | ---------------- | ----------- | ---------------------------- | ------------------------------ |
| 1     | Edith McGuire    | USA         | 11,4 s                       | k. A.                          |
| 2     | Halina Herrmann  | Polen       | 11,5 s                       | k. A.                          |
| 3     | Miguelina Cobián | Kuba        | 11,5 s                       | k. A.                          |
| 4     | Margit Nemesházi | Ungarn      | 11,5 s                       | k. A.                          |
| 5     | Dianne Bowering  | Australien  | 11,7 s                       | k. A.                          |
| 6     | Rose Hart        | Ghana       | 11,9 s                       | k. A.                          |
| 7     | Inge Aigner      | Österreich  | 12,0 s                       | k. A.                          |
| 8     | Renate Meyer     | Deutschland | 12,1 s                       | k. A.                          |

### Lauf 4

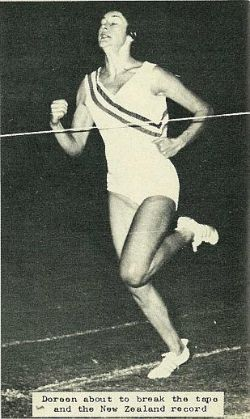
Doreen Porter – ausgeschieden als Fünfte des vierten Viertelfinals

Wind: +1,89 m/s
| Platz | Name             | Nation           | Offizielle Zeit handgestoppt | Inoffizielle Zeit elektronisch |
| ----- | ---------------- | ---------------- | ---------------------------- | ------------------------------ |
| 1     | Ewa Kłobukowska  | Polen            | 11,4 s                       | k. A.                          |
| 2     | Daphne Arden     | Großbritannien   | 11,5 s                       | k. A.                          |
| 3     | Eva Lehocká      | Tschechoslowakei | 11,6 s                       | k. A.                          |
| 4     | Margaret Burvill | Australien       | 11,7 s                       | k. A.                          |
| 5     | Doreen Porter    | Neuseeland       | 11,8 s                       | k. A.                          |
| 6     | Christiane Cadic | Frankreich       | 12,0 s                       | k. A.                          |
| 7     | Galina Gaida     | Sowjetunion      | 12,0 s                       | k. A.                          |

## Halbfinale
Datum: 16. Oktober 1964, ab 14:00 Uhr
Wetterbedingungen: heiter, ca. 22 °C, Luftfeuchtigkeit ca. 43 %

### Lauf 1
Wind: +0,20 m/s
| Platz | Name             | Nation           | Offizielle Zeit handgestoppt | Inoffizielle Zeit elektronisch |
| ----- | ---------------- | ---------------- | ---------------------------- | ------------------------------ |
| 1     | Miguelina Cobián | Kuba             | 11,6 s                       | 11,62 s                        |
| 2     | Marilyn Black    | Australien       | 11,6 s                       | 11,63 s                        |
| 3     | Edith McGuire    | USA              | 11,6 s                       | 11,67 s                        |
| 4     | Halina Herrmann  | Polen            | 11,7 s                       | 11,74 s                        |
| 5     | Galina Popowa    | Sowjetunion      | 11,8 s                       | 11,83 s                        |
| 6     | Daphne Arden     | Großbritannien   | 11,8 s                       | 11,84 s                        |
| 7     | Eva Lehocká      | Tschechoslowakei | 11,9 s                       | 11,91 s                        |
| 8     | Carmen Smith     | Jamaika          | 11,9 s                       | 11,99 s                        |

### Lauf 2
Wind: +1,37 m/s
| Platz | Name             | Nation         | Offizielle Zeit handgestoppt | Inoffizielle Zeit elektronisch |
| ----- | ---------------- | -------------- | ---------------------------- | ------------------------------ |
| 1     | Wyomia Tyus      | USA            | 11,3 s                       | 11,37 s                        |
| 2     | Ewa Kłobukowska  | Polen          | 11,4 s                       | 11,48 s                        |
| 3     | Marilyn White    | USA            | 11,5 s                       | 11,48 s                        |
| 4     | Dorothy Hyman    | Großbritannien | 11,6 s                       | 11,49 s                        |
| 5     | Irene Piotrowski | Kanada         | 11,7 s                       | 11,56 s                        |
| 6     | Renāte Lāce      | Sowjetunion    | 11,7 s                       | 11,59 s                        |
| 7     | Margit Nemesházi | Ungarn         | 11,7 s                       | 11,63 s                        |
| 8     | Margaret Burvill | Australien     | 11,8 s                       | 11,68 s                        |

## Finale

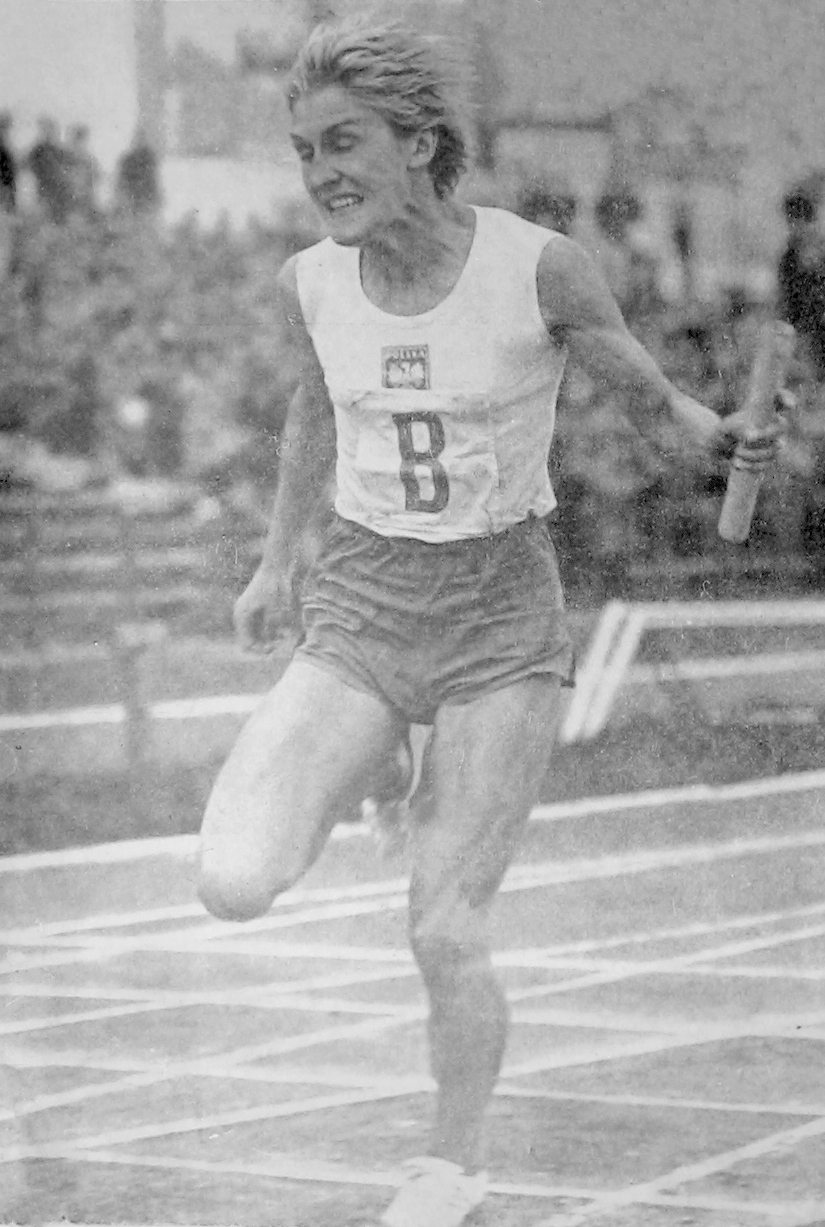
Die Bronzemedaillengewinnerin Ewa Kłobukowska durfte später wegen ihrer Intersexualität nicht mehr starten, konnte ihre Medaillen jedoch behalten
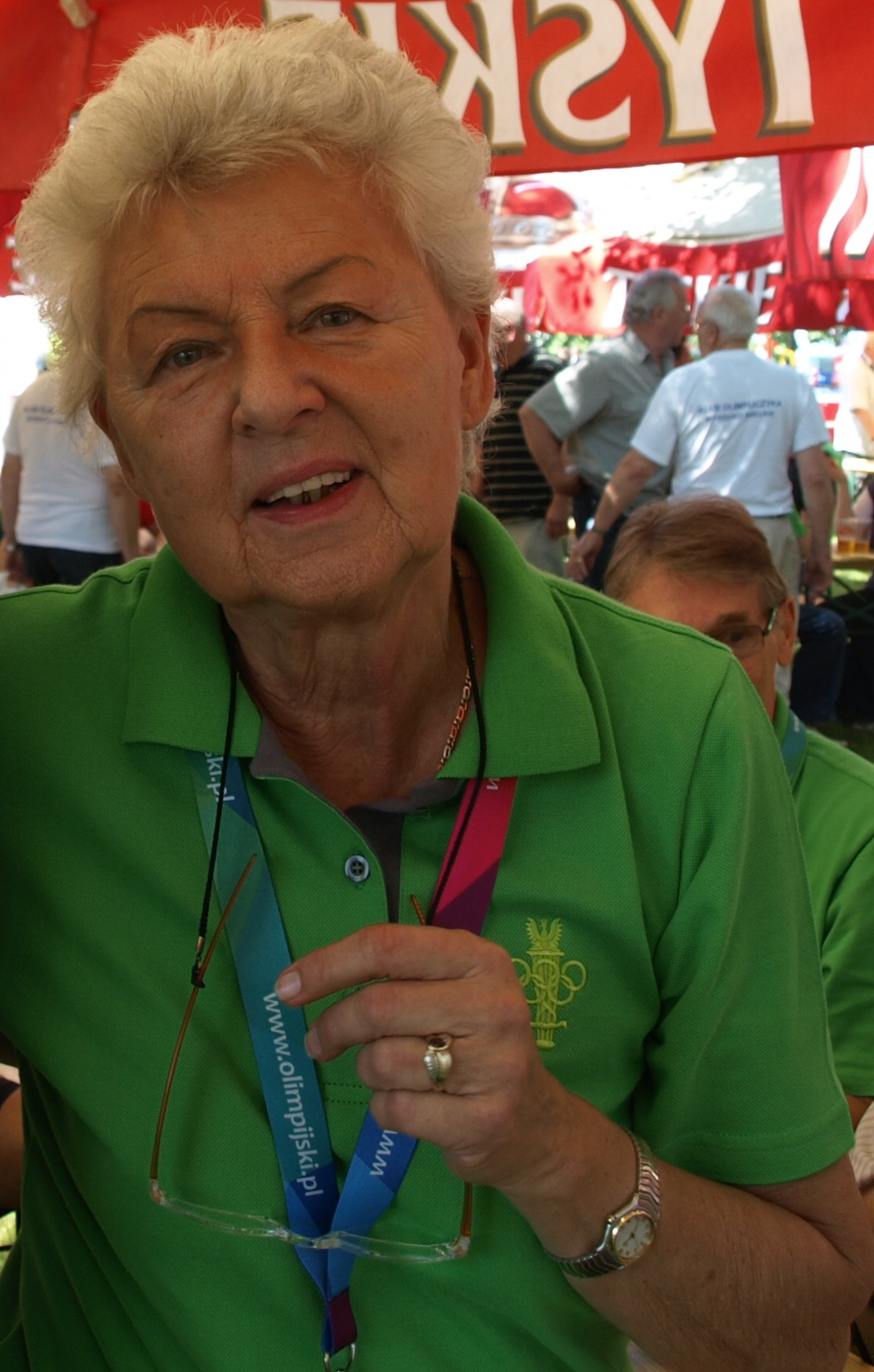
Halina Herrmann (hier im Jahr 2014) kam auf den siebten Platz

Datum: 16. Oktober 1964, 16:20 Uhr

Wind: −1,25 m/s
Wetterbedingungen: heiter, ca. 20 °C, Luftfeuchtigkeit ca. 44 %
| Platz | Name             | Nation         | Offizielle Zeit handgestoppt | Inoffizielle Zeit elektronisch |
| ----- | ---------------- | -------------- | ---------------------------- | ------------------------------ |
| 1     | Wyomia Tyus      | USA            | 11,4 s                       | 11,49 s                        |
| 2     | Edith McGuire    | USA            | 11,6 s                       | 11,62 s                        |
| 3     | Ewa Kłobukowska  | Polen          | 11,6 s                       | 11,64 s                        |
| 4     | Marilyn White    | USA            | 11,6 s                       | 11,67 s                        |
| 5     | Miguelina Cobián | Kuba           | 11,7 s                       | 11,72 s                        |
| 6     | Marilyn Black    | Australien     | 11,7 s                       | 11,73 s                        |
| 7     | Halina Herrmann  | Polen          | 11,8 s                       | 11,83 s                        |
| 8     | Dorothy Hyman    | Großbritannien | 11,9 s                       | 11,90 s                        |

Favoritin war die US-Läuferin Edith McGuire, die die US-Ausscheidungen gewonnen hatte. Wyomia Tyus, ebenfalls USA, wurden Medaillenchancen eingeräumt, aber McGuire wurde eindeutig höher eingeschätzt. Das änderte sich allerdings im Viertelfinale, als Tyus Wilma Rudolphs Weltrekord egalisierte und gleichzeitig einen neuen olympischen Rekord Rekord aufstellte.
Im Finale traf eine US-Übermacht mit drei Läuferinnen auf zwei Polinnen, eine Britin und eine Australierin sowie eine Kubanerin. Edith McGuire musste sich klar geschlagen mit Silber zufriedengeben. Den ersten Olympiasieg ihrer Karriere holte sich die beeindruckende Wyomia Tyus. Ein Gegenwind – 1,25 Meter pro Sekunde – war verantwortlich dafür, dass es keine besseren Zeiten gab. Einen Dreifacherfolg der USA verhinderte die Polin Ewa Kłobukowska mit ihrer Bronzemedaille.
Ewa Kłobukowska wurde nach einer Kontrolle im Jahr 1967 als intersexuell eingestuft und durfte nicht mehr an Frauenwettbewerben teilnehmen Ihre hier in Tokio gewonnenen Medaillen über 100 Meter (Bronze) und mit der 4-mal-100-Meter-Staffel (Gold) wurden ihr allerdings nicht aberkannt.

## Videolinks
- Womens 100m final, youtube.com, abgerufen am 29. Oktober 2017
- 1964 Olympic Track & Field Champion Wyomia Tyus (Raw), youtube.com, abgerufen am 11. September 2021
- Wyomia Tyus - Women's 100m - 1964 & 1968 Olympics, youtube.com, abgerufen am 11. September 2021